# Pam Matthews
Pam Matthews, född 8 februari 1958, är en friidrottare från Australien. Hon deltog vid olympiska sommarspelen 1980.